# Alcanivorax
Genre
Synonymes
- genre Fundibacter Bruns & Berthe-Corti, 1999[1],[2]

Alcanivorax est un genre de bactéries de la famille des Alcanivoracaceae.
La bactérie Alcanivorax borkumensis découverte dans les grandes profondeurs se nourrit d'hydrocarbures et ses enzymes coupent les molécules pour s'en nourrir en produisant de l'eau et du gaz carbonique. Elle fait l'objet de recherches et d'applications contre les marées noires et les sols pollués de résidus pétroliers. Le court-métrage document nature de 2020 Les animaux nettoyeurs, les alliés de la nature de Robin Bicknel présente une séquence à ce sujet qui fut présenté par la chaîne télévisée ARTE le samedi 31 octobre 2020.

## Systématique
Le genre Alcanivorax a été créé en 1998 par Michail M. Yakimov (d), Peter N. Golyshin (d), Siegmund Lang (d), Edward R. B. Moore (d), Wolf-Rainer Abraham (d), Heinrich Lünsdorf (d) et Kenneth Nigel Timmis (d), avec comme espèce type Alcanivorax borkumensis.

## Liste des espèces
Selon GBIF (16 juin 2021) :
- Alcanivorax balearicus Rivas et al., 2007
- Alcanivorax borkumensis Yakimov et al., 1998
- Alcanivorax dieselolei Liu & Shao, 2005
- Alcanivorax gelatiniphagus Kwon et al., 2015
- Alcanivorax hongdengensis Wu et al., 2009
- Alcanivorax jadensis Bruns & Berthe-Corti, 1999
- Alcanivorax marinus Lai et al., 2013
- Alcanivorax mobilis
- Alcanivorax nanhaiticus Lai et al., 2016
- Alcanivorax pacificus Lai et al., 2011
- Alcanivorax profundi
- Alcanivorax venustensis Fernández-Martínez et al., 2003
- Alcanivorax xenomutans Rahul et al., 2014

## Publication originale
- (en) Yakimov MM, Peter N. Golyshin, Lang S, Moore ER, Abraham WR, Lünsdorf H et Timmis KN, « Alcanivorax borkumensis gen. nov., sp. nov., a new, hydrocarbon-degrading and surfactant-producing marine bacterium », International Journal of Systematic Bacteriology, vol. 48, no 2,‎ 1er avril 1998 et 1998, p. 339-348 (ISSN 0020-7713, 1465-2102 et 1070-6259, PMID 9731272, DOI 10.1099/00207713-48-2-339, lire en ligne).